# Mount Ferrara
Mount Ferrara (in Argentinien Nunatak Pergamino) ist ein 875 m hoher Berg im westantarktischen Queen Elizabeth Land. Er ragt 4 km nordöstlich des Vaca-Nunatak in den Panzarini Hills der Argentina Range in den Pensacola Mountains auf.
Entdeckt und fotografiert wurde er beim Nonstop-Transkontinentalflug am 13. Januar 1956 durch die United States Navy vom McMurdo-Sund zum Weddell-Meer und zurück. Das Advisory Committee on Antarctic Names benannte den Berg 1957 nach dem Flugzeugmechaniker Frederick John Ferrara (1918–2000), Crewchef an Bord einer P2V-2N Neptune bei diesem Flug. Namensgeberin der argentinischen Benennung ist die Stadt Pergamino.